# Aeroflot-Flug 2723
Am 23. April 1966 verunglückte eine Iljuschin Il-14P auf dem Aeroflot-Flug 2723 von Baku nach Machatschkala, nachdem Probleme mit beiden Triebwerken aufgetreten waren. Die Maschine stürzte ins Kaspische Meer, wobei alle 33 Insassen ums Leben kamen.

## Flugzeug
Die Iljuschin Il-14P  wurde 1956 gebaut und flog bis 1959 unter dem Luftfahrzeugkennzeichen СССР-Л1772 für Aeroflot, bevor das Kennzeichen in СССР-61772 geändert wurde. Bis zum Unfallzeitpunkt hatte die Il-14 16.257 Flugstunden absolviert.

## Flugverlauf
Die Il-14P startete um 7:42 Uhr Ortszeit vom Flughafen Baku mit Ziel Saratow mit einer Zwischenlandung in Machatschkala. Zu diesem Zeitpunkt herrschte Starkregen mit dichter Bewölkung. Die Unterkante der Wolken lag in 140 bis 200 Meter Höhe. Etwa 12 Minuten nach dem Start meldeten die Piloten in 1500 Meter Höhe Probleme mit den Motoren und vermuteten als Ursache nasse Zündkerzen. Die Piloten flogen danach eine 180°-Kurve, um zum Flughafen Baku zurückzukehren. Kurz darauf meldete die Besatzung starke Vibrationen und eine niedrige Drehzahl im linken Triebwerk. Um 7:59 Uhr wurde gefunkt, dass die Temperatur in beiden Triebwerken stark gefallen sei. Gegen 8:02 Uhr meldeten die Piloten das Erreichen einer Flughöhe von 200 Meter. Die Il-14 war aufgrund des schlechten Wetters allerdings schon am Flughafen vorbeigeflogen und befand sich über dem Kaspischen Meer südlich der Halbinsel Abşeron. Fünf Sekunden später funkte die Besatzung SOS und dass sie die Il-14 im Meer notwassern würde. Das war der letzte Funkkontakt mit Flug 2723.

## Unfallermittlung
Bei der mit Schiffen der Marine durchgeführten Suche nach der Il-14 konnte keine Spur des Flugzeugs gefunden werden. Die 33 Insassen des Flugzeugs wurden für tot erklärt. Die Unfallkommission vermutete auf Basis der Funksprüche, dass beide Triebwerke des Flugzeugs ausgefallen waren und die Piloten eine Notwasserung versucht hatten. Wegen des fehlenden Wracks konnte die Ursache des doppelten Triebwerksausfalls nicht ermittelt werden.
Am 13. Mai 1966 wurde das Flugzeug zufällig bei der Suche eines anderen versunkenen Objekts von Marineexperten gefunden. Es befand sich am Meeresgrund in einer Tiefe von 23 m, ca. 18–20 km südlich der Insel Nargin. Der Rumpf hatte keine nennenswerten Schäden, was auf eine sanfte Flugbahn mit der Meeresoberfläche hindeutete. Das Flugzeug und die meisten Leichen wurden von einem Schwimmkran geborgen.